# Ораби-паша
Ахмад Ораби-паша (араб. أحمد عرابي‎; 31 марта 1841[…], Эз-Заказик (марказ), Шаркия — 21 сентября 1911, Каир) — государственный и военный деятель Египта.

## Биография
Родился 1 апреля 1842 года; сын крестьянина из Нижнего Египта. Получил образование в военной школе в Каире, затем дослужился до чина полковника. Был одним из первых египтян, получивших офицерский чин.
В 1879 году участвовал в выступлении египетских офицеров против иностранного контроля над Египтом и засилья турок в египетской армии. В 1881 году возглавил выступление Каирского гарнизона, проходившее под лозунгом «Египет для египтян», приведшее к отставке правительства хедива и созданию национального правительства, в котором Ораби-паша получил пост военного министра.
После бегства хедива Тевфика в 1882 году фактически власть перешла в руки Ораби-паши. Летом 1882 года командовал египетской армией в англо-египетской войне, 13 сентября его войска были разбиты при Тель-эль-Кебире, и 15 сентября он был взят в плен англичанами. Приговорён к смертной казни, которая была заменена пожизненной ссылкой на остров Цейлон.
В 1901 году был помилован и вернулся в Египет, где и скончался 21 сентября 1911 года.